# Мусазаде, Эльвин Рамин оглы
Эльвин Рамин оглы Мусазаде (азерб. Musazadə Elvin Ramin oğlu; 25 ноября 1989, Баку, Азербайджанская ССР, СССР) — азербайджанский футболист. Амплуа — полузащитник. Защищал цвета юношеской сборной Азербайджана.

## Биография
Эльвин Мусазаде до 14 лет занимался дзюдо. В 14 лет начал заниматься футболом в юношеской команде бакинского «Нефтчи» под руководством опытного тренера Ислама Керимова. Является выпускником Азербайджанского государственного университета экономики. Отец футболиста - Рамин Мусев - президент ПФЛ - Профессиональной футбольной лиги Азербайджана.

## Клубная карьера

### Чемпионат
Являющийся воспитанником ФК «Нефтчи» Баку Мусазаде, начинал карьеру футболиста в дубле бакинцев, где выступал с 2006 по 2008 год. В 2008-2009 годах, во время прохождения воинской службы в рядах вооружённых сил Азербайджана, защищал цвета армейского клуба МОИК (Баку).
Вернувшись из армии, будучи игроком «Нефтчи», на правах аренды начал выступать за закатальский «Симург», с которым был заключён годовой контракт. В 2011 году вновь возвращается в родной клуб «Нефтчи», откуда в том же году переходит в ФК «Ряван». В январе 2013 года, во время зимнего трансферного окна, Мусазаде переходит в стан агдамского «Карабаха», с которым подписывает контракт на полтора года.

### Кубок
В 2010 году, будучи игроком ФК «Симург», провёл в Кубке Азербайджана одну игру.
| № | Дата           | Раунд        | Клуб        | Соперник  | Лига            | Итог  |
| - | -------------- | ------------ | ----------- | --------- | --------------- | ----- |
| 1 | 8 декабря 2010 | Первый раунд | ФК «Симург» | «Апшерон» | Первый Дивизион | 1 : 1 |

## Лига Европы УЕФА
Эльвин Мусазаде был в заявке ФК «Карабах» для участия в Лиге Европы УЕФА сезона 2013/14 годов.

## U-19
В 2009 году провёл 5 игр в составе юношеской сборной Азербайджана по футболу до 19 лет.

## Достижения
- 2009 - бронзовый призёр Премьер-лиги Азербайджана в составе ФК «Симург» Закатала.
- 2011 - чемпион Премьер-лиги Азербайджана в составе ФК «Нефтчи» Баку.
- 2013 - серебряный призёр Премьер-лиги Азербайджана в составе ФК «Карабах» Агдам.
- 2014 - чемпион Премьер-лиги Азербайджана в составе ФК «Карабах» Агдам.